# Destiny
Destiny (на български: Съдба) е седмият студиен албум на финландската група Стратовариус. Това е един от най-прогресивните албуми на Стратовариус. Записан е в „Finnvox Studios“ в периода април–юли 1998 г. Продуцент е Тимо Толки. В годината на издаване албумът заема първо място във финландските чартове.

### Бонус песни
- „Cold Winter Nights“ (Европа) – 5:12
- „Dream With Me“ (Япония) – 5:13
- „Blackout“ (САЩ) – 4:08

## Участници
- Тимо Котипелто – вокали
- Тимо Толки – китара
- Яри Кайнулайнен – бас китара
- Йенс Юхансон – клавишни
- Йорг Михаел – ударни

|  | Тази страница частично или изцяло представлява превод на страницата Visions (Stratovarius album) в Уикипедия на английски. Оригиналният текст, както и този превод, са защитени от Лиценза „Криейтив Комънс – Признание – Споделяне на споделеното“, а за съдържание, създадено преди юни 2009 година – от Лиценза за свободна документация на ГНУ. Прегледайте историята на редакциите на оригиналната страница, както и на преводната страница, за да видите списъка на съавторите. ВАЖНО: Този шаблон се отнася единствено до авторските права върху съдържанието на статията. Добавянето му не отменя изискването да се посочват конкретни източници на твърденията, които да бъдат благонадеждни. |